# 假吻兰属
假吻兰属（学名：Collabiopsis）是兰科下的一个属。该属仅有台湾假吻兰（Collabiopsis formosanum）一种，分布于台湾。